# Partit per a la Democràcia i el Progrés
El Partit per a la Democràcia i el Progrés (en suahili: Chama cha Demokrasia na Maendeleo), comunament conegut com a Chadema, és un partit polític de centredreta a Tanzània.
Chadema és un dels principals partits polítics més importants de l'Assemblea Nacional de Tanzania i fa campanya principalment en una plataforma anticorrupció.

## Història
En les eleccions generals de 1995, el partit va obtenir 4 dels 269 escons de l'Assemblea Nacional i 42 consellers en tot el país.
En les eleccions generals de 2000, el partit no va presentar cap candidat presidencial i només es va presentar en les eleccions a l'Assemblea Nacional, celebrades el mateix dia que les presidencials, on va obtenir cinc escons en les eleccions, juntament amb 75 consellers i tres consells de districte: Kigoma, Karatu i Tarime.
En les eleccions de 2005 el candidat presidencial de Chadema, Freeman Mbowe, va acabar tercer dels deu candidats que es van presentar, amb el 5,88% dels vots. Chadema va augmentar encara més la seva presència en l'Assemblea Nacional, ja que va continuar guanyant popularitat, especialment entre els joves, i el partit va duplicar el seu nombre d'escons fins a onze en el parlament, a més de 103 consellers i mantenint els consells de districte de Kigoma, Tarime i Karatu.
En les eleccions generals de 2010, el vot nacional a Chadema es va augmentar significativament. El Willbrod Peter Slaa, el Secretari General del partit fins a agost de 2015, va obtenir el 27,1% dels vots en les eleccions presidencials, un gran augment respecte el 5,88% dels vots obtinguts pel candidat de Chadema en les eleccions de 2005. El partit també va guanyar 48 escons, convertint-se en el segon partit més gran de l'Assemblea Nacional. Va ser la primera vegada que ho aconsegueixen. Altres 467 regidors i 7 consells de districte van ser reclamats per Chadema. A nivell geogràfic, la majoria dels escons guanyats per Chadema són circumscripcions electorals que es troben en les principals ciutats i zones urbanes de Tanzània, entre elles Arusha, Moshi, Mwanza, Mbeya i la capital financera del país i també la més poblada, Dar es Salaam.
En les eleccions generals d'octubre de 2015, Chadema es va unir a altres partits polítics: CUF (Front Civil Unit), NLD (Lliga Nacional per a la Democràcia) i NCCR-Mageuzi per a formar Umoja wa Katiba ja Wananchi (UKAWA) i el sindicat va estar representat per un candidat presidencial, Edward Lowassa.

## Resultats electorals

### Presidencials
| Elecció | Candidat             | Vots      | %      | Resultat |
| ------- | -------------------- | --------- | ------ | -------- |
| 2005    | Freeman Mbowe        | 668,756   | 5.88%  | Derrota  |
| 2010    | Willibrod Peter Slaa | 2,271,491 | 27.05% | Derrota  |
| 2015    | Edward Lowassa       | 6,072,848 | 39.97% | Derrota  |
| 2020    | Tundu Lissu          | 1,933,271 | 13.04% | Derrota  |

### Assemblea Nacional
| Elecció | Vots      | %     | Escons   | +/− | Pos. | Govern   |
| ------- | --------- | ----- | -------- | --- | ---- | -------- |
| 1995    | 396,825   | 37.78 | 4 / 285  | Nou | 4t   | Oposició |
| 2000    | 300,567   | 4.23  | 5 / 285  | 1   | 4t = | Oposició |
| 2005    | 888,133   | 8.2   | 11 / 323 | 6   | 3r   | Oposició |
| 2010    | 1,839,569 | 23.86 | 48 / 357 | 37  | 2n   | Oposició |
| 2015    | 4,627,923 | 31.75 | 71 / 393 | 23  | 2n = | Oposició |
| 2020    | 1,933,271 | 13.04 | 20 / 393 | 53  | 2n = | Oposició |